# Hôtel des 3 Collèges

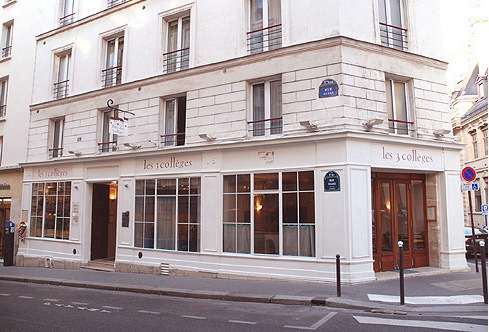
Hôtel des 3 Collèges

Das Hôtel des 3 Collèges befindet sich in der Cujas-Straße (Rue Cujas) im Herzen des Lateinischen Viertels (Quartier Latin) im 5. Pariser Arrondissement. Ehemals bekannt unter dem Namen Hôtel de Flandre (bis 1984), befindet sich das Hotel gegenüber der Sorbonne.

## Geschichte

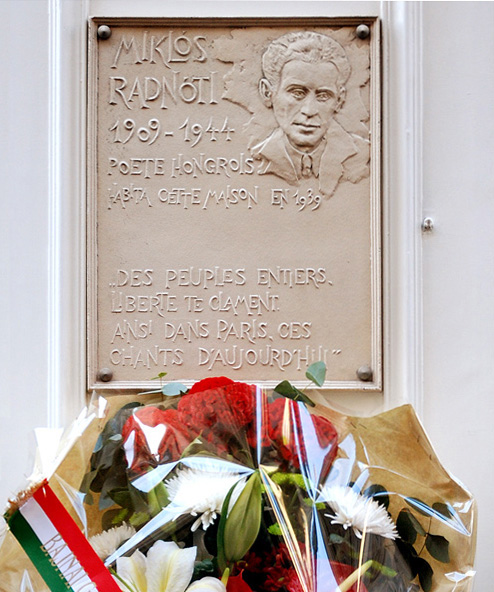
Miklós Radnóti

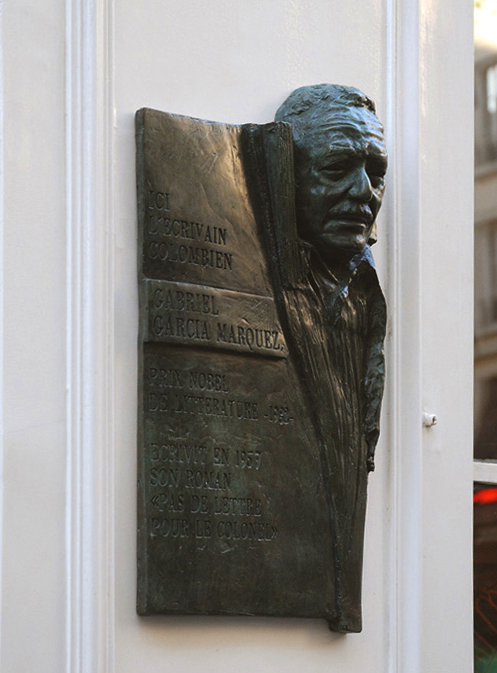
García Márquez

Das Hotel befindet sich an exakt derselben Stelle, wie das College Cluny, das im Jahre 1261 vom Orden der Cluniazenser gegründet worden ist. Das Collège wurde während der Französischen Revolution geschlossen und darauffolgend von Jacques-Louis David als Atelier genutzt, wo er die Kaiserkrönung Napoleons I.  gemalt hat. Der Brunnen des Cluny College ist immer noch gut sichtbar im Gebäude des Hotels.
Arthur Rimbaud beschreibt den Hof des Hotels in einem Brief an Ernest Delahaye im Juni 1872 folgendermaßen: „Ich habe ein hübsches Zimmer, mit einem Aussicht auf den Innenhof, aber 3 Quadratmeter groß. Die Rue Victor-Cousin befindet sich an der Ecke des Place de la Sorbonne neben dem Café du Bas-Rhin and führt am anderen Ende zur Rue Soufflot“.
Der französische Dichter Raoul Ponchon verbrachte in diesem Hotel die letzten Jahre seines Lebens.
Miklós Radnóti, ein ungarischer Dichter, verbrachte die Sommer von 1937 und 1939 in diesem Hotel. Er erinnert sich an diese Zeitperiode in seinem Gedicht „Paris“ (1943). „Wo der Boulevard Saint-Michel auf die Rue Cujas trifft, neigt sich der Bürgersteig ein bisschen.“ Eine Gedenktafel am Eingang des Hotels erinnert an Radnoti mit einem Zitat aus seinem Gedicht „Spanien“: „Alle Völker schreien deine Freiheit hinaus / So wie heute in Paris“.
Der kolumbianische Schriftsteller Gabriel García Márquez (Nobelpreis für Literatur 1982) verfasste seinen Roman Der Oberst hat niemand, der ihm schreibt in diesem Hotel im Jahre 1956. Ein Gedenkrelief vom Bildhauer Milthon, das sich am Hoteleingang befindet, würdigt das Werk des Schriftstellers Garcia Marquez.
Der peruanische Schriftsteller Mario Vargas Llosa (Nobelpreis für Literatur 2010) blieb ein paar Jahre später in diesem Hotel.